# Herrería
Herrería – gmina w Hiszpanii, w prowincji Guadalajara, w Kastylii-La Mancha, o powierzchni 19,14 km². W 2011 roku gmina liczyła 23 mieszkańców.